# Реценяк
Реценяк (словен. Recenjak) — поселення в общині Ловренц-на-Похорю, Подравський регіон‎, Словенія.